# Etablissements Saey
Etablissements Saey is een textielbedrijf dat in 1911 opgericht en in 1977 definitief zijn deuren sloot. Het lag in Sint-Lievens-Houtem in de Belgische provincie Oost-Vlaanderen. Het was een mechanische weverij die vooral lakenstof en handdoeken produceerde. Deze werden uitgevoerd naar Franse overzeese gebieden. Het textielbedrijf was van aanzienlijk belang voor de streek. De lokale bevolking had er een groot deel van hun welvaart aan te danken. Nu doen de fabrieksgebouwen dienst als cultureel centrum met de naam "De Fabriek". Het project is een schoolvoorbeeld van herbestemming.

## Geschiedenis

### Oprichting
Op 25 april 1911 deden twee vertegenwoordigers op het gemeentehuis een aanvraag om een mechanische weverij op te richten in de wijk Krapenijckstraat onder de naam “Francois Saey et Victor de Landsheer”. Zes jaar later, op 21 december 1918 trok de familie De Landsheer zich uit de zaak terug en op 10 juli 1924 werd de naamloze vennootschap, “Etablissements Francois Saey” opgericht.

### Teloorgang
De productie van Etablissements Saey was hoofdzakelijk bestemd voor de uitvoer naar de Franse overzeese gebieden. De onafhankelijkheidsdrang in de jaren ’60 en de West-Europese textielcrisis schreven de fabriek ten dode op. Kleine projecten zoals “De Houtemse textielbedrijven” redden de fabriek niet.

### Arbeidsvoorwaarden
Over veel capaciteiten moest je niet beschikken om in de fabriek te werken. Vanaf 14 jaar mocht je je kandidaat stellen om in de fabriek te helpen. De beginner ging één week op proef en werd beoordeeld op zijn of haar werklust. Er was geen diploma nodig. Enkele meestergasten met een hoge functie hadden gestudeerd of volgden vanuit de fabriek bijscholing.

### Arbeidsomstandigheden
Tijdens en voor de Tweede Wereldoorlog werd vooral gewerkt met verouderde machines. Na de oorlog maakten de oude machines en de oudste werknemers plaats voor moderne machines en een jonge generatie werknemers. Hun werkomstandigheden verbeterden en er werd gewerkt in twee ploegen waarbij de werknemers elke week van werkuren wisselden. De vroege ploeg was van 5 tot 14 uur en de late van 14 tot 22 uur. De vroege ploeg kreeg om 8 uur een kwartier eetpauze op een doos met katoen. Toiletgebruik kon enkel bij uitzondering. Dat toilet bestond uit een houten bril boven een put zonder stromend water. Om te communiceren tijdens het helse lawaai van de machines maakten arbeiders zich met gebaren verstaanbaar.

### Gouden jaren
In de bloeiperiode van de fabriek, rond 1960, werd er een complex bijgebouwd met een refter, stromend water, moderne toiletten, twee stortbaden en kleedkamers. Dat werd door de arbeiders zeer geapprecieerd. Iedereen kreeg wekelijks de luxe om zich tijdens de werkuren twintig minuten te douchen.

### Verloning
De verloning van een beginnende werkkracht steeg met de jaren. Zo verdienden de wevers in 1938 1,75 BEF/uur. Na de oorlog bedroeg het loon 4,35 BEF/uur voor een beginnende arbeider. Op het atelier werd in 1958 7,15 BEF/uur betaald voor een beginnende atelier helpster. Het loon of de “pree” werd om de veertien dagen uitbetaald. Dan werd de uitdrukking “de koning komt” gebruikt.

### Sociale acties
Eenmaal kwam het tot een staking, om de pauze te verlengen. En met resultaat, want de lunchpauze werd verlengd van een kwartier tot 20 minuten.

## Herbestemming

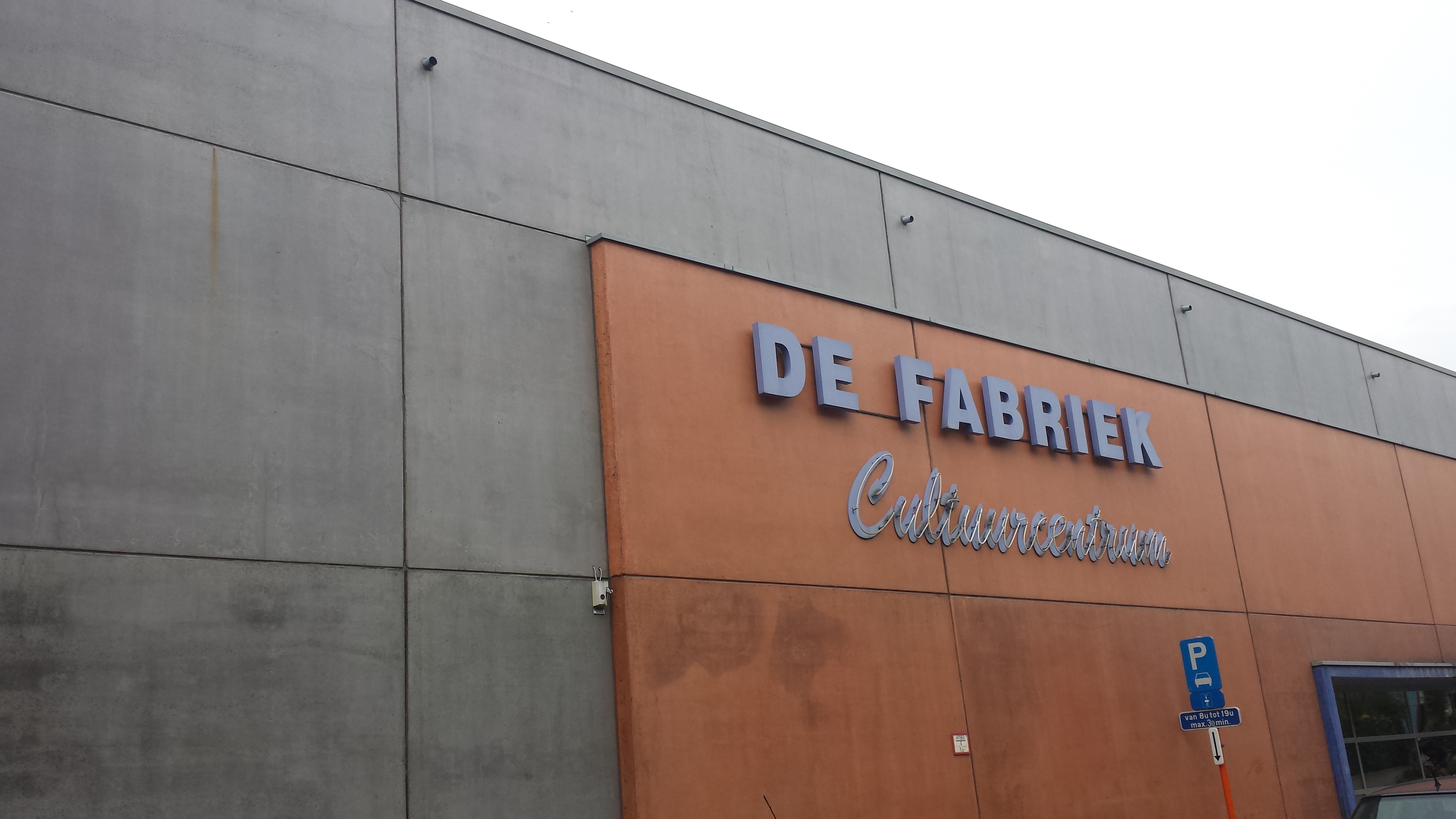
De Fabriek, Sint-Lievens-Houtem, cultureel centrum

In juni 1977 sloot de fabriek definitief haar deuren en werd ze te koop gesteld. Het gedeelte in de Doelstraat werd door de firma Eduard Couck & Zonen gekocht en als weverij heropgestart. Het resterende gedeelte werd op 21 december 1979 door het gemeentebestuur gekocht. Drankencentrale Pede kocht later het gedeelte dat Couck & Zonen eerder hadden gekocht. Drankencentrale Pede is er nog steeds op de dag van vandaag. Het gedeelte dat het gemeentebestuur kocht werd omgevormd tot een cultureel centrum. Dit centrum kreeg de toepasselijke naam "De Fabriek". Vandaag is er een bibliotheek, sportzaal, theaterzaal, fuifzaal en een jeugdhuis. Henk Rijckaert en Guga Baúl traden hier op.

## Productieproces

### Materiaal
Voor het katoen naar de spinnerij gaat, wordt het bewerkt. Het katoen komt in pakketten toe. Die worden geopend en verschillende kwaliteiten worden gemengd en tot losse watten geklopt. In een trommel wordt de losse stukjes stof, zaadjes, takjes bladeren uit het onzuivere katoen geschud. In een tweede trommel ondergaat het katoen een tweede, gelijkaardige zuivering.  Daarna wordt het in losse watten op een trommel gewonden. Die banden worden gekamd en gezuiverd door ze over cilinders te trekken met naaldjes. De katoenband komt als een losse lont in een doos. Deze lonten worden vervolgens per vier of per zes tot één lont samengebracht, uitgetrokken en terug in een doos opgeslagen. Die dozen gaan naar de spinnerij.

### Van draad tot weefsel
In de spinnerij werd het katoen verwerkt tot een fijne draad. Hoe meer de draad in elkaar verstrengelt, hoe fijner. Van de gesponnen draad kan men nu een weefsel maken. Maar eerst moeten nog een paar voorbereidingen gebeuren. De draden worden gereinigd en losse vezeltjes worden verwijderd. Daarna worden de draden harder opgespannen zodat ze breken waar er een verzwakking is. De machine wordt stilgelegd en men trekt een stuk van de draad af om die vervolgens terug aan elkaar te zetten met een weversknoop. Deze knoop is sterk en vertoont geen verdikking in het latere weefsel. Men gaat ook de uitstekende vezels verschroeien door de draad met een grote snelheid over een vlam te laten passeren. Zo verkrijgt men een gladde en vezelloze draad. Door twee of meer draden rond elkaar te draaien maakt men strengen. De draad voelt dan harder aan en wordt met behulp van een machine in elkaar gevlochten. De kettingdraden liggen evenwijdig en een schietspoel weeft er de inslagdraden door tot een weefsel. De wrijving op de kettingdraden kan leiden tot draadbreuken. Dit is te verhelpen door de kettingdraden te sterken of te pappen in een bad met kleefstof. Die kleeft de vezels aan elkaar zodat de wrijving ze niet meer los maakt. De binding is de wijze waarop de kettingdraden en inslagdraden elkaar kruisen. De wever stelt de binding schematisch voor op geruit papier. Hij tekent een vierkant bestaande uit vier kleine vakjes. Het vierkantje links boven maakt hij zwart, recht boven wit, links onder wit, rechts onder zwart. Zwart betekent dat de kettingdraad boven de inslagdraad ligt en wit betekent dat de kettingdraad onder de inslagdraad komt. Deze tekening noemt men het “rapport” van de binding. Iedere binding kan men zo schematisch voorstellen.

## Fotogalerij

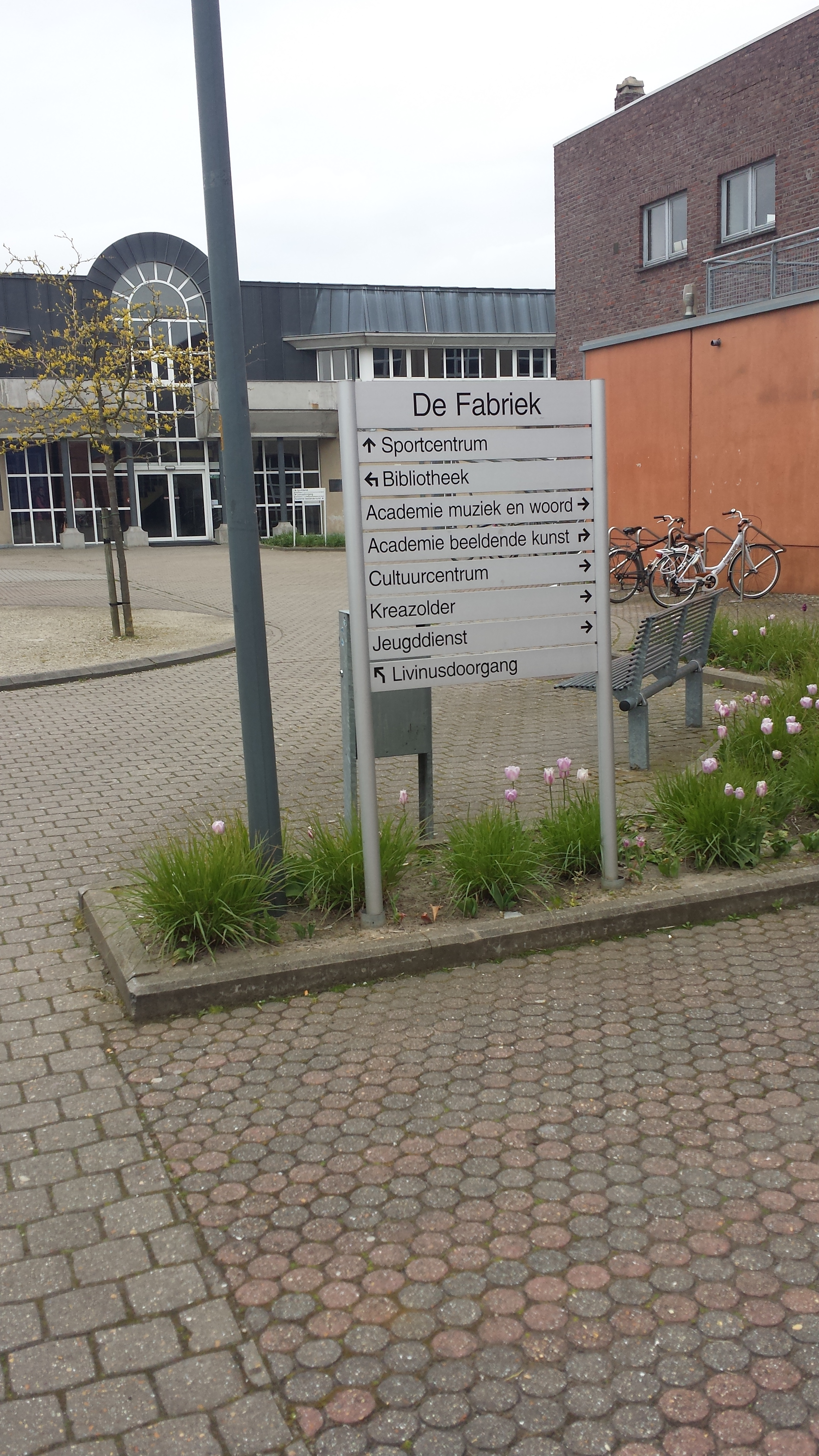
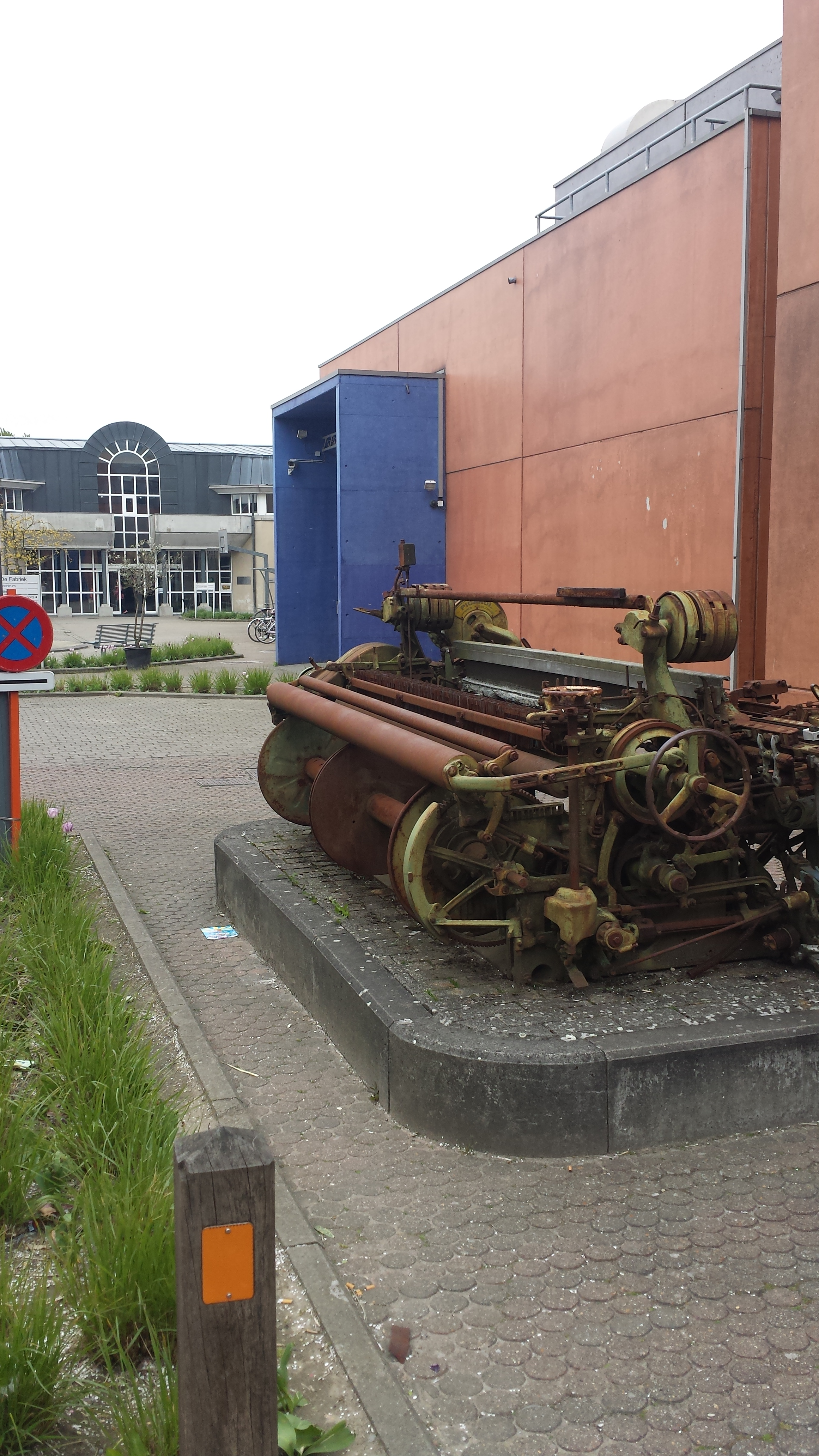